# King Ghidorah
(Godzilla II - King of the Monsters)
King Ghidorah (キングギドラ?, Kingu Gidora, chiamato anche Ghidorra, Gidorà, Ghidoran e Gidra nei vari doppiaggi italiani) è un kaijū (mostro misterioso) della serie cinematografica di Godzilla che fece il suo esordio in Ghidorah! Il mostro a tre teste nel 1964.
Benché il suo design sia rimasto più o meno costante in tutte le sue apparizioni (un drago alato tricefalo di color oro con una coda biforcuta), le sue origini sono variate a seconda dei bisogni narrativi, essendo stato raffigurato come un demone extraterrestre, una creatura geneticamente modificata del futuro, e un antico guardiano del Giappone. Il personaggio viene solitamente raffigurato come l'arcinemico di Godzilla e di Mothra, ma è stato un alleato dell'ultimo in almeno un film. Sebbene fosse spesso visto come un simbolo della minaccia posta dalla Cina, che all'epoca della creazione di Ghidorah aveva appena sviluppato le armi nucleari, il regista Ishirō Honda negò il collegamento, dichiarando che il personaggio fosse semplicemente una versione moderna del drago Yamata no Orochi.
Il personaggio è stato generalmente ben accolto, ed è considerato il nemico più famoso di Godzilla. WatchMojo assegnò a King Ghidorah il primo posto nella lista dei dieci miglior nemici di Godzilla, e il sesto posto nell'elenco dei dieci miglior mostri giganti cinematografici, mentre IGN mise il mostro in secondo posto sulla lista dei dieci miglior mostri del cinema giapponese.

## Biografia del personaggio

### Era Shōwa (1964-1973)
Nel suo film di esordio, Ghidorah! Il mostro a tre teste, Ghidorah viene raffigurato come un'antica entità extraterrestre responsabile della distruzione della civiltà di Giove  cinquemila anni prima degli eventi del film. Il suo tentativo di distruggere la Terra viene ostacolato dalle forze unite di Godzilla, Rodan e Mothra.
I film seguenti dell'era Shōwa raffigurebbero Ghidorah come la pedina di varie razze aliene dedicate a soggiogare la Terra.
In particolare in Gli eredi di King Kong, vari kaiju terrestri (Godzilla, Minilla, Mothra, Rodan, Gorosaurus, Anguirus, Kumonga, Manda, Baragon, e Varan) uniscono le loro forze per fermare King Ghidorah, arma segreta dei micidiali Kilaaks, una razza aliena che ha la propria base nel Fuji. Nonostante il mostro a tre teste appaia inizialmente imbattibile, gli attacchi combinati di tutti i mostri della Terra coalizzati riescono, finalmente, a ucciderlo.
Appare anche nel quinto e sesto episodio della serie televisiva Zone Fighter, dove viene rivelato che il mostro è una creazione degli alieni Garoga.

### Era Heisei (1991-1998)
In Godzilla contro King Ghidorah, le origini di King Ghidorah sono totalmente cambiate: il mostro ha origine da un trio di piccole creature geneticamente modificate chiamate "Dorat", proprietà dei membri dell'Unione Terrestre, un'organizzazione del ventitreesimo secolo dedicata a uniformare la potenza delle nazioni terrestri. In un tentativo di impedire l'ascesa del Giappone come superpotenza economica globale, un gruppo di radicali ruba una macchina del tempo e trasporta i Dorat sull'isola di Lagos nel 1944, sperando che le radiazioni dei test nucleari condotti li trasformino in un'arma da scatenare contro il Giappone. 
Nel 1992, a Ghidorah viene data via libera per distruggere la nazione, ma viene gravemente ferito da Godzilla. Il Ghidorah comatoso rimane nel mare per due secoli, per poi essere resuscitato con elementi robotici. Un'unionista disillusa riporta il nuovo Mecha-King Ghidorah al 1992 per fermare Godzilla.
In Gojira VS Mekagojira, i resti di Mecha-King Ghidorah vengono recuperati dall'Organizzazione delle Nazioni Unite e, attraverso il reverse engineering, vengono usati per costruire Mechagodzilla.
Nel film Mothra 3, King Ghidorah viene raffigurato come un demone extraterrestre che attaccò la Terra durante il Cretacico e causò l'estinzione dei dinosauri assorbendone l'energie. Ghidorah torna sulla Terra moderna per nutrirsi degli umani, riuscendo a battere Mothra e costringendolo a viaggiare nel Cretacico per uccidere il mostro retroattivamente. Mothra ha la meglio sul Ghidorah immaturo, ma la coda mozzata del mostro gli permette di rigenerarsi nei tempi moderni. Mothra riesce  finalmente a sconfiggere Ghidorah definitivamente quando assume la sua forma "Armor Mothra".

### Era Millennium (2001-2004)
In Gojira Mosura King Gidora - Daikaijū sōkōgeki, Ghidorah è uno dei tre guardiani di Yamato, assieme a Mothra e Baragon, originatosi mille anni prima degli eventi del film. Il mostro Ghidorah venne imprigionato nel Fuji, risvegliandosi nel 2001 per fermare l'avanzata di Godzilla. Inizialmente nel film appare come "Ghidorah" per poi diventare nel finale King Ghidorah, il dragone dorato a tre teste di mille anni, quando lo spirito di Mothra entra nel corpo senza vita di Ghidorah che si appresta, poi, ad affrontare Godzilla in una battaglia mortale nei fondali marini. Questo è il solo film nel quale King Ghidorah è visto come un protagonista positivo e non come uno degli antagonisti principali.
Nel film Gojira: Final Wars (remake de Gli Eredi di King Kong), il personaggio è sostituito da Monster-X che però, nella forma Keiser-Ghidorah, ha molti tratti in comune con l'antagonista originale.

### MonsterVerse (2014-)
In Godzilla II - King of the Monsters, King Ghidorah è ritratto come un predatore alfa rivale alla pari di Godzilla, rispetto agli altri mostri, indicati come Titani. Durante il film, il decrittaggio di alcuni testi antichi e leggende rivela che in realtà Ghidorah è una specie aliena invasiva, arrivata dallo spazio nel lontano passato nella storia umana e che il suo arrivo abbia sovvertito l'ordine naturale. Le leggende mostrano inoltre che in passato combatté con Godzilla, o un altro componente della sua specie, ma per motivi sconosciuti si ibernò nei ghiacci dell'Antartide. Il suo corpo venne scoperto qualche tempo dopo il 1973 dalla Monarch che ha continuato a studiarlo fino a quando non è stato liberato da Allan Jonah, un ex colonnello militare divenuto un eco-terrorista. Dopo essersi risvegliato e distrutto la base della Monarch in Antartide, Ghidorah viene confrontato da Godzilla, in una battaglia che si conclude con la fuga di Ghidorah, che si reca verso la fittizia Isla de Mara, dove affronta e sconfigge Rodan, per poi essere nuovamente attaccato da Godzilla, che riesce a staccare una delle teste del mostro tricefalo. Tuttavia, l'esercito americano ritiene che entrambi i mostri vadano eliminati (malgrado Godzilla si sia mostrato un vitale alleato contro gli altri Titani, per esempio i MUTO) e viene dato l'ordine di azionare sui Titani il Distruttore d'Ossigeno; la bomba però ha effetto solo su Godzilla, ferendolo gravemente, mentre King Ghidorah, essendo un'entità extraterrestre, è immune agli effetti dell'arma e riemerge trionfante dalle acque. Dopo la presunta morte di Godzilla, Ghidorah ricresce la testa decapitata e sottomette al suo volere tutti i Titani della Terra, facendogli distruggere tutte le città più importanti del mondo. Durante la battaglia di Boston, Godzilla, ripresosi dalla precedente battaglia grazie a una bomba detonata dal dr. Serizawa (sacrificando però la sua vita nel processo), e Ghidorah si scontrano nuovamente aiutati rispettivamente da Mothra e Rodan. Godzilla scatena esplosioni termonucleari che disintegrano Ghidorah. Successivamente, gli altri Titani sottomessi al volere di Ghidorah si inchinano a Godzilla. Nella scena dopo i titoli di coda, un pescatore rivela una delle teste decapitate di Ghidorah a Jonah che si dimostra interessato ad acquistarla.
In Godzilla vs. Kong (2021), il sistema neurale della testa di Ghidorah viene utilizzato dalla società tecnologica Apex Cybernetics per pilotare telepaticamente MechaGodzilla, clone robotico di Godzilla costruito per sterminare tutti i Titani del mondo, considerati una minaccia. Una volta potenziato il robot con una fonte energetica rinvenuta dalla terra cava, la coscienza di King Ghidorah ha il sopravvento sul pilota, e così MechaGodzilla sfugge al controllo dell'uomo. Il robot verrà tuttavia sconfitto da Godzilla e Kong, ponendo fine al regno del terrore del falso re tricefalo.

### Anime (2017-2018)
Nel terzo film della trilogia animata, Godzilla: mangiapianeti, appare il Ghidorah più grande e potente mai apparso, con una grandezza stimata di 20 chilometri, tuttavia non sicura in quanto Ghidorah appare come tre esseri multiversali che arrivano da altrettanti buchi neri nell'atmosfera terrestre. Mentre sta per uccidere Godzilla, i militari e una visione di Mothra aiutano la comunità locale a potenziare Godzilla e in questo modo quest'ultimo riesce a uccidere tutte e tre le teste di Ghidorah.
In questa trilogia, viene chiamato con gli appellativi "Dipartita Dorata" e "Mangiapianeti", da cui il nome del film.

## Concezione e sviluppo
L'idea iniziale per Ghidorah! Il mostro a tre teste venne da Tomoyuki Tanaka, il creatore di Godzilla. Tanaka trasse ispirazione da una illustrazione dell'Idra di Lerna in un libro di mitologia greca e dal drago giapponese Yamata no Orochi. Tanaka era affascinato dall'idea di far imbattere Godzilla in un nemico policefalo, ma ridusse il numero di teste a tre, siccome 7-8 teste sarebbero state poco pratiche. Lo sceneggiatore Shinichi Sekizawa insistette che il costume di Ghidorah fosse fabbricato con materiali leggeri a base di silicone, permettendo una maggiore mobilità. Il design fu finalizzato dall'artista Teizo Toshimitsu, che inizialmente lo dipinse di verde per differenziarlo ulteriormente da Godzilla, Rodan e Mothra, ma lo ridipinse di oro all'insistenza di Eiji Tsuburaya, dopo che il suo assistente notò che, essendo originario di Venere, il "pianeta d'oro", Ghidorah avrebbe dovuto essere dello stesso colore. Il costume stesso fu fabbricato da Akira Watanabe e indossato da Shoichi Hirose, che precedentemente aveva indossato i panni di King Kong ne Il trionfo di King Kong. Hirose indossò il costume inarcandosi e impugnando un palo per mantenersi in equilibrio, mentre i burattinai controllavano le teste, le code e le ali fuori campo come con una marionetta. In ognuna delle teste fu installato un motore telecomandato attraverso dei cavi che fuoriuscivano dal retro del costume. Raffigurare King Ghidorah si dimostrò difficile per Hirose, siccome doveva coreografare le sue mosse in modo da non intrecciare i movimenti delle teste e le ali ed evitare d'aggrovigliare i fili che li controllavano. A causa del suo peso, il costume spesso spezzava i fili che lo tenevano eretto. Malgrado il ruolo centrale del personaggio, la sua apparizione nel film risultante fu breve, siccome Hirose aveva litigato con Eiji Tsuburaya che non lo perdonò per aver accettato un incarico da Hollywood. Di conseguenza, Tsuburaya incaricò Susumu Utsumi di assumere il ruolo di King Ghidorah dopo L'invasione degli astromostri.
In Godzilla contro King Ghidorah, le criniere attorno alle teste del personaggio furono rimpiazzate con corna, siccome si dimostrò difficile per gli artisti degli effetti speciali di sovrapporre i peli sui filmati di persone che fuggivano dal mostro. Il direttore degli effetti speciali Koichi Kawakita inizialmente intendeva mostrare Ghidorah che sputava raggi variopinti, ma scartò l'idea a favore del classico color giallo.
Per Gojira Mosura King Gidora - Daikaijū sōkōgeki, il regista Shūsuke Kaneko inizialmente intendeva usare Varan come avversario principale di Godzilla, ma fu costretto dal presidente della Toho, Isai Matsuoka, a usare il più riconoscibile King Ghidorah, siccome il film precedente, Gojira × Megaguirus - G shōmetsu sakusen, un film che introdusse un nemico nuovo, era stato un fallimento critico e finanziario. Per enfatizzare il nuovo ruolo eroico del personaggio, fu ridotto notevolmente in grandezza.
Nel 2014, la Legendary Pictures annunciò di aver acquisito i diritti su Rodan, Mothra e King Ghidorah dalla Toho, per utilizzare i tre personaggi nel loro MonsterVerse. Nella scena dopo i titoli di coda del film Kong: Skull Island (2017), Ghidorah appare in una serie di pitture rupestri, insieme con Godzilla, Rodan e Mothra. Una chiamata del casting confermò che Rodan, Mothra e King Ghidorah sarebbero stati presenti nel film Godzilla II - King of the Monsters (2019). Nell'aprile 2018, Jason Liles, Alan Maxson e Richard Dorton furono ingaggiati per fornire le performance di motion capture per i tre volti di King Ghidorah, rispettivamente con Liles per la testa centrale, Maxson per la testa di destra e Dorton per la testa di sinistra, mentre altri attori interpretavano il corpo della creatura. Questa è la versione cinematografica di Ghidorah più grande in assoluto. È alto 135 metri (442,913 piedi) e con un'apertura alare massimo tra i 300 metri (984,252 piedi) ed i 310 metri (1017,06 piedi) poco di più, nel primo atto del film viene chiamato "Mostro Zero" dall'organizzazione Monarch. Solo nel secondo atto del film, attraverso il decrittaggio di alcuni testi antichi, si scopre che le antiche civiltà chiamavano il mostro "Ghidorah", che riceverà l'appellativo di "King" ("Re" nella versione italiana) solo dopo aver preso il controllo di tutti i Titani della Terra. In questa versione, Ghidorah presenta una personalità distinta per ciascuna delle sue tre teste. Le sue squame dorate sono in grado di far scorrere eccezionali correnti bioelettriche attraverso il suo corpo. Può generare venti della forza di un uragano, grazie ai tendini muscolari iper-tesi delle sue ali. La biologia molecolare del suo elettro-recettore lo rende capace di creare correnti elettriche e tempeste localizzate intorno a lui dovunque vada. Ciò si traduce nella lacerazione della stratosfera causata da fulmini e dai tuoni che emette. King Ghidorah è in grado di scaturire fulmini da ciascuna delle sue tre teste, nonché dalle punte delle sue ali. Possiede anche un notevole potere rigenerante, essendo in grado di farsi ricrescere una delle teste dopo che Godzilla l'aveva decapitato. Sembra inoltre nutrirsi anch'esso di radiazioni, come visto durante il secondo scontro con Godzilla a Boston, dove drena le radiazioni direttamente dal corpo inerme di Godzilla.

## Filmografia
- Ghidorah! Il mostro a tre teste (1964)
- L'invasione degli astromostri (1965)
- Gli eredi di King Kong (1968)
- Godzilla contro i giganti (1972)
- Godzilla contro i robot (1974) (stock footage)
- Distruggete Kong! La Terra è in pericolo! (1975) (stock footage)
- Bye-Bye Jupiter (1985) (stock footage)
- Godzilla contro King Ghidorah (1991)
- Gojira VS Mekagojira (1993) (testa di Mecha King Ghidorah)
- Mothra 3 (1998)
- Gojira Mosura King Gidora - Daikaijū sōkōgeki (2001)
- Godzilla: Final Wars (2004) (giocattolo)
- Kong: Skull Island (2017) (cameo)
- Godzilla - Minaccia sulla città (2018) (menzionato)
- Godzilla - Mangiapianeti (2018)
- Godzilla II - King of the Monsters (2019)
- Godzilla vs. Kong (2021) (teschio e coscienza in Mechagodzilla)

Inoltre Monster-X del film Gojira - Final Wars (2004) nella sua forma Keiser-Ghidorah è ispirato a lui.

## Altri media

### Attrazioni
- Godzilla vs. Evangelion: The Real 4-D (2019)
- Godzilla the Ride: Giant Monsters Ultimate Battle (2021)

### Televisione
- Zone Fighter (1973)
- Adventure! Godzilland (1992-1993)
- Recommend! Godzilland (1994-1996)
- Godzilla Island (1997-1998)
- Godziban (2019-in corso)

### Videogiochi
- Godzilla vs. 3 Giant Monsters (1984)
- Gojira-kun (1985)
- Godzilla (1986)
- Godzilla: Monster of Monsters (1988)
- Battle Soccer: Champion of the Field (1992)
- Super Godzilla (1993)
- Godzilla, King of the Monsters (1993)
- Godzilla (Arcade) (1993)
- Godzilla: Battle Legends (1993)
- Godzilla: Great Monster Battle
- Godzilla: Giant Monster March (1995)
- Godzilla: Archipelago Shock (1995)
- Godzilla: Heart-Pounding Monster Island! Godzilla Movie Studio Tour (1995)
- Godzilla Trading Battle (1998)
- Godzilla Generations (1998)
- Godzilla: Destroy All Monsters Melee (2002)
- Godzilla: Domination! (2002)
- Godzilla: Save the Earth (2004)
- CR Godzilla 3S-T Battle (2004)
- Godzilla: Unleashed (2007)
- Godzilla Unleashed: Double Smash (2007)
- Godzilla: Pachislot Wars (2007)
- Godzilla: Monster Mayhem (2009)
- CR Godzilla: Descent of the Destruction God (2010)
- Godzilla On Monster Island (2011)
- Godzilla: Daikaiju Battle Royale (2012)
- Godzilla (2014)
- Ace Combat Infinity (2014)
- Godzilla: Kaiju Collection (2015)
- City Shrouded in Shadow (2017)

### Fumetti
- Godzilla n. 8, 9, 10, 11, 12, 13
- Godzilla, King of the Monsters
- The Godzilla Comic Raids Again
- Godzilla: Kingdom of Monsters n. 7, 8, 10, 11
- Godzilla: Gangsters and Goliaths n. 1, 3, 4
- Godzilla: The Half-Century War n. 4, 5
- Godzilla: Rulers of Earth n. 15, 16, 24
- Godzilla: Cataclysm n. 2, 4
- Godzilla in Hell n. 2, 4
- Godzilla: Oblivion n. 1, 2, 3, 4, 5
- Gojira vs King-Ghidorah
- Gojira vs Mekagojira
- Mangazine n. 16

### Cartoni animati
In Leone il cane fifone una delle gag ricorrenti è l'apparizione di King Ghidorah. Nell'episodio in questione, Leone nella grande spaventosa città, Leone deve ritirare un pacco in un condominio e aprendo una delle porte trova King Ghidorah che lo terrorizza.

### Manga e anime
Ghidorah ha fatto diverse apparizioni in diversi lavori del mangaka Akira Toriyama. Compare per la prima volta nel secondo capitolo del manga Wonder Island dove, nel tentativo di attaccare il protagonista Dirty Harry, viene sconfitto da P-Man.
Successivamente ha fatto due brevi apparizioni nel manga Dottor Slump & Arale ed è comparso inoltre nell'episodio 96 dell'anime Dragon Ball, tratto dal manga omonimo di Toriyama, come spettatore del Torneo Tenkaichi.
Inoltre nell'ultimo episodio dell'anime Muteking i tre fratelli Piovra si fondono in un'unica creatura simile a Ghidorah.